# Cua de ventall cua-roig
El cua de ventall cua-roig (Rhipidura phoenicura) és un ocell de la família dels dicrúrids (Dicruridae).

## Hàbitat i distribució
Habita els boscos de les muntanyes de Java.